# انتونيو بوكيتي
انتونيو بوكيتي (بالإيطالية: Antonio Bocchetti)‏ (11 يونيو 1980 بنابولي في إيطاليا - ) هو لاعب كرة قدم إيطالي في مركز الدفاع. شارك مع منتخب إيطاليا تحت 20 سنة لكرة القدم ومنتخب إيطاليا تحت 21 سنة لكرة القدم. أما مع النوادي، فقد لعب مع نادي بارما ونادي بياتشينزا ونادي بيسكارا ونادي ساسولو ونادي ساليرنيتانا ونادي فروسينوني ونادي كروتوني ونادي ليكو ونادي نابولي وPaganese Calcio 1926 ‏.

## روابط خارجية
- انتونيو بوكيتي على موقع قاعدة بيانات كرة القدم.إي يو (الإنجليزية)
- انتونيو بوكيتي على موقع Soccerway.com (الإنجليزية)
- انتونيو بوكيتي على موقع عالم كرة القدم.نت (الإنجليزية)